# 愛にのぼせろ
『愛にのぼせろ』(あいにのぼせろ)は、日本の歌手・ミドリカワ書房の6枚目のオリジナルアルバム。2011年7月13日に徳間ジャパンから発売された。

## 概要
通常版の一形態のみの発売で、2010年発売のアルバム『みんなのうた4“ever”』以来となる。
プロデューサーに告井孝通、アートディレクターにコンプ鈴木を迎えている。

## 収録曲
- 全作詞：緑川伸一

1. グッドモーニング [3:43]
2. 銭湯の思い出 [5:15]
3. 君は僕のものだった [5:39]-リード曲。MVに女優の片桐えりりかが出演した。[2]
4. 片想われ [5:48]
5. 魔法にかけて! [4:14]
6. こちょばしっこ [4:03]
7. はじめての合コン [5:51]
8. I am not a mother [5:15]
9. また明日 [4:08]
10. 熱海 [5:05]